# Mord am Höllengrund
Mord am Höllengrund ist ein deutscher Fernsehfilm des ZDF aus dem Jahr 2014.

## Handlung
Die junge freischaffende Künstlerin Sabine Sonntag ist alleinerziehende Mutter ihres 18-jährigen Sohnes Ilya, der seinen Vater nie kennengelernt hat. Sowohl Dorfpolizist Peter Asam als auch Museumsleiter Markus Wenger sind an der alleinstehenden Frau interessiert, werden von ihr aber auf Abstand gehalten. Ilya ist mit seiner Freundin Cora zusammen, von der Sabine jedoch weiß, dass sie ihn betrügt.
Ilya und Cora planen einen gemeinsamen Trip zum Gardasee. Vorher übernachtet Cora mit Kumpel Dominik Haller, Sohn der Apothekerin Barbara Haller, in einer Höhle am Höllengrund oberhalb des Ortes, die kurz zuvor von einem Blitz freigelegt worden war. Als Ilya am nächsten Tag Cora abholen will und diese nicht da ist, findet Sabine Coras Leiche in der Höhle. Vergeblich versucht Sabine, Ilya zu erreichen.
Am nächsten Tag findet Asam Ilyas liegengebliebenes Auto am Straßenrand. In der Annahme, Ilya habe Cora getötet, verheimlicht Sabine ihren Fund in der Höhle und fängt an zu lügen, um ihren Sohn zu schützen. Der angespannte Dominik sagt Sabine, er wäre mit Cora in der Hütte gewesen; Cora wäre alleine zur Höhle gegangen. Mit ihrer Mutter Margot sucht Sabine erneut die Höhle auf, in deren Inneren die beiden Frauen ein Skelett im Erdreich vorfinden; Sabine und Margot nehmen den Schädel mit.
Nach dem polizeilichen Fund von Coras Leiche übernimmt Kommissar Bach die Ermittlungen. Sabine versucht weiterhin, durch Lügen den Verdacht von ihrem Sohn fernzuhalten, macht sich aber durch ihr Verhalten verdächtig. Peter Asam zufolge hatte Cora Ilya kurz zuvor per SMS geschrieben, dass sie Ilya nicht mehr liebt und nicht nach Italien mitwill.
Als der Schädel gestohlen wird, berichten Sabine und Margot Kommissar Bach von ihrem Skelettfund in der Höhle. Laut Kommissar Bach hat die Polizei jedoch kein Skelett in der Höhle gefunden. Sabine rekonstruiert an ihrem PC das zum Schädel gehörende Gesicht und erkennt Ilyas Vater Max. Sie berichtet Asam von ihrer Vermutung, dass Max damals gar nicht vor seiner Verantwortung geflohen ist, sondern umgebracht und in der Höhle vergraben wurde. Demnach hätte der Täter, als der Blitz die Höhle freilegte, das Skelett verschwinden lassen wollen, sei dabei von Cora gestört worden und habe diese umgebracht.
Verzweifelt gesteht Dominik seiner Mutter, dass er mit Cora an der Höhle war und sie versehentlich geschubst hat. Inzwischen trifft Barbara Haller auf den aus Italien zurückkehrenden Ilya. Er und Dominik waren wegen Cora in Streit geraten, woraufhin Ilya nach Italien trampte; dort sei ihm klar geworden, dass er Cora loslassen muss. Ilya hinterlässt auf Sabines Mailbox eine Nachricht, dass er aus Italien zurückgekehrt ist.
In der Höhle sucht Sabine vergeblich nach dem Skelett und findet lediglich einen einzelnen Knochen. Sabine erkennt, dass der schon damals in Sabine verliebte Asam Max erschlagen hatte, als dieser Angst vor seiner Verantwortung bekam; Cora hat ihn ertappt, als er das Skelett wegschaffen wollte. Sabine und der hinzugekommene Wenger schaffen es, Asam niederzustrecken, und informieren Kommissar Bach.
Inzwischen bedroht Barbara Haller, um ihren Sohn zu schützen, Ilya mit einem Gewehr und will ihn zwingen, den Mord an Cora zu gestehen. Sabine erhält Ilyas Nachricht auf ihrer Mailbox. Sie ahnt, dass Ilya durch Barbara Haller bedroht wird. Der hinzugekommene Dominik schafft es, seiner Mutter das Gewehr wegzunehmen. Gegenüber Kommissar Bach geben Sabine und Wenger an, es habe sich ein Schuss gelöst, als Barbara ihnen das Gewehr vorführen wollte.

## Kritiken
„Zwei Männer umgarnen die alleinerziehende Künstlerin, doch sie konzentriert sich nur auf ihren in Mordverdacht geratenen Sohn. Der ZDF-Krimi ‚Mord am Höllengrund‘ bietet spannende, sehenswerte Unterhaltung. Schauspieler Barnaby Metschurat besticht als Dorfpolizist mit seinem diabolischen Spiel.“

„Sind Mütter am Höllengrund des Herzens ihren Söhnen tatsächlich so sehr verbunden, dass sie alles decken würden? Nehmen sie ihnen damit nicht letztlich auch die Freiheit? Unterminieren das Wachsen von Verantwortung? Kurz blitzen solche Fragen auf. Sie konsequent durchzuspielen hätte sehr interessant sein können. Doch es bleibt beim Konjunktiv, denn leider werden solche Fragen im immer abstruser werdenden Drehbuch von Daniel Douglas Wissmann, das nicht einmal auf eine Art Happy End zu verzichten wagt, zugekleistert mit dem üblichen Krimikitsch. […] Aber nicht nur die Handlung ist unglaubwürdig und verkrampft. Die Figuren bekommen unter der Regie von Maris Pfeiffer etwas Eindimensionales und manchmal fast Tölpelhaftes, wobei die einzige Intention zu sein scheint, alles leicht verdaulich zu machen. Das ist schade, unterschätzt man so doch das Medium und das Publikum gleichermaßen.“

„‚Mord am Höllengrund‘ ist im Wesentlichen ein Frauenfilm, die Männer sind in der Handlung kaum mehr als Staffage. Und das Trio Katharina Wackernagel, Eva Mattes und Aglaia Szyszkowitz als Dominiks Mutter macht sich ausgezeichnet. Dazu tragen auch viele spannende Szenen und das sehr clever konstruierte Finale bei.“